# Изолона (Ђенова)
Изолона је насеље у Италији у округу Ђенова, региону Лигурија.
Према процени из 2011. у насељу је живело 64 становника. Насеље се налази на надморској висини од 181 м.